# MQTT
MQTT (ursprünglich Message Queueing Telemetry Transport) ist ein offenes Netzwerkprotokoll für Machine-to-Machine-Kommunikation (M2M), das die Übertragung von Telemetriedaten in Form von Nachrichten zwischen Geräten ermöglicht, trotz hoher Verzögerungen oder beschränkter Netzwerke. Entsprechende Geräte reichen von Sensoren und Aktoren, Mobiltelefonen, eingebetteten Systemen in Fahrzeugen oder Laptops bis zu voll entwickelten Rechnern.
MQTT war bis zur Version 3.1 ein Akronym für MQ Telemetry Transport, wobei MQ von MQSeries abgeleitet ist und für Message Queueing steht. Mit Version 3.1.1 wurde definiert, dass MQTT für kein Akronym steht. Das MQTT-Protokoll ist auch unter älteren Namen wie „WebSphere MQTT“ (WMQTT), „SCADA-Protokoll“ oder „MQ Integrator SCADA Device Protocol“ (MQIsdp) bekannt.
Die Internet Assigned Numbers Authority (IANA) reserviert für MQTT die Ports 1883 und 8883. MQTT-Nachrichten können mit dem TLS-Protokoll verschlüsselt werden.
Ein MQTT-Server („Broker“) hält die gesamte Datenlage seiner Kommunikationspartner und kann so als Zustandsdatenbank benutzt werden. So ist es möglich, kleine unperformante MQTT-Geräte mit einem MQTT-Broker zu verbinden, wobei die Geräte Daten einsammeln oder Befehle entgegennehmen, während ein komplexes Lagebild nur auf dem MQTT-Broker entsteht und hier oder durch einen leistungsfähigen Kommunikationspartner ausgewertet werden kann. Stelleingriffe können so von einer oder mehreren leistungsfähigen Instanzen an den MQTT-Broker übermittelt und auf die einzelnen Geräte verbreitet werden. Dadurch eignet sich MQTT sehr gut für Automatisierungslösungen und findet im Bereich IoT durch die einfache Verwendung große Verbreitung.

## Geschichte
Das Protokoll wurde 1999 von Andy Stanford-Clark von IBM und Arlen Nipper von Cirrus Link Solutions entwickelt. Das Protokoll wurde ursprünglich entwickelt, um einen Datentransfer von einfachen Geräten zu SCADA-Systemen über eine Satellitenkommunikation zu ermöglichen.
Seit 2013 wird MQTT über die Organization for the Advancement of Structured Information Standards (OASIS) als Protokoll des Internet der Dinge standardisiert.

## Spezifikation
Die MQTT-Spezifikation unterscheidet TCP/IP-basierte und Nicht-TCP/IP-Netzwerke und Systeme.
Haupt-SpezifikationDas Protokoll ermöglicht auf eine einfache Art ein Beobachter-Verhaltensmuster. Es ist besonders geeignet für Verbindungen, die nur einen geringen Verwaltungsdatenanteil erlauben. Der OASIS-Standardisierungsprozess basiert auf Version 3.1 der MQTT-Spezifikation. Im Januar 2018 wurde Version 5 veröffentlicht, die die Verwendung für Entwickler komfortabler machen soll.
Spezifikation von MQTT-SN (ehemals MQTT-S), Version 1.2 (MQTT für Sensorgeräte)Ausgelegt für eingebettete Geräte in Non-TCP/IP-Netzwerken, wie zum Beispiel ZigBee. MQTT-SN ist ein Nachrichtenprotokoll nach dem Beobachtermuster für Sensornetze. Es erweitert MQTT für die Nutzung über TCP/IP-Infrastruktur hinaus und ist besonders optimiert für die Nutzung mit Sensor- und Aktorlösungen. Der ursprüngliche Name war MQTT-S. Dieser erzeugte jedoch Missverständnisse (s für secure?), so dass 2013 eine Umbenennung in MQTT-SN angestoßen wurde (SN für Sensor Networks).

## Protokoll

Beispielablauf einer MQTT-Verbindung mit Publish und Subscribe. Die erste Nachricht von Client B wird vom Broker aufgrund des gesetzten Retain-Flags gespeichert.

MQTT ist ein Client-Server-Protokoll, welches dem Publish-Subscribe-Modell folgt. Clients senden dem Server (“Broker”) nach Verbindungsaufbau Nachrichten mit einem Topic, welches die Nachricht hierarchisch einstuft; zum Beispiel Küche/Kühlschrank/Temperatur oder Auto/Rad/3/Luftdruck. Die Topics müssen vorher auch nicht konfiguriert werden. Clients können diese Topics abonnieren, wobei der Server die empfangenen Nachrichten an die entsprechenden Abonnenten weiterleitet.
Nachrichten bestehen immer aus einem Topic und dem Nachrichteninhalt. Nachrichten werden mit einer definierbaren Quality of Service versendet: at most once (die Nachricht wird einmal gesendet und kommt bei Verbindungsunterbrechung möglicherweise nicht an), at least once (die Nachricht wird so lange gesendet, bis der Empfang bestätigt wird, und kann beim Empfänger mehrfach ankommen) und exactly once (hierbei wird sichergestellt, dass die Nachricht auch bei Verbindungsunterbrechung genau einmal ankommt). Außerdem kann mit dem Retain-Flag der Server angewiesen werden, die Nachricht zu diesem Topic zwischenzuspeichern. Clients, die dieses Thema neu abonnieren, bekommen als erstes die zwischengespeicherte Nachricht zugestellt.
Beim Verbindungsaufbau können Clients einen „letzten Willen“ in Form einer Nachricht definieren. Falls die Verbindung zum Client verloren geht, wird diese Nachricht publiziert und dabei an die entsprechenden Abonnenten gesendet.
MQTT wird üblicherweise über TCP benutzt und hat einen fixen Header. Das erste Byte enthält den Nachrichtentyp (4 Bit) und, je nach Nachrichtentyp, weitere Flags.
Es gibt folgende Nachrichtentypen:
- CONNECT
- CONNACK
- PUBLISH
- PUBACK
- PUBREC
- PUBREL
- PUBCOMP
- SUBSCRIBE
- SUBACK
- UNSUBSCRIBE
- UNSUBACK
- PINGREQ
- PINGRESP
- DISCONNECT
- AUTH (ab MQTT Version 5.0)

Ab dem zweiten Byte enthält der fixe Header die Länge des restlichen MQTT-Pakets in einem Integer mit variabler Länge, der beispielsweise für Längen kleiner als 128 Bytes selbst nur ein Byte an Speicher benötigt.
Daran schließt sich ein variabler Teil an, der das MQTT-Topic, also das Thema enthält. Abschließend kommt die Payload, also der Dateninhalt, der unter dem Thema veröffentlicht wird.
Die Topics sind hierarchisch organisiert. Zum Beispiel:
```
Neujahrsansprache/1984/audio/ogg
Neujahrsansprache/1984/audio/mp3
Neujahrsansprache/1984/video
Neujahrsansprache/1984/text/ascii
Neujahrsansprache/1984/text/odt
```

Die Topics können mit Wildcards gesucht werden: 
- Mit dem Zeichen # kann alles ab einer Hierarchie-Ebene – und was darunter liegt – empfangen werden.
- Ein + entspricht einer einzigen, beliebigen Hierarchie-Ebene.

Zum Beispiel:
| Neujahrsansprache/1984/#       | Alles der Neujahrsansprache von 1984        |
| Neujahrsansprache/+/text/ascii | Die ASCII-Texte aller Neujahrsansprachen    |
| Neujahrsansprache/+/audio/#    | Alle Audio-Formate aller Neujahrsansprachen |

## Implementierungen
- Liste von MQTT Server/Broker-Libraries
- Liste von MQTT Client-Libraries